# Stara Jošava
Stara Jošava est un village de la municipalité de Orahovica située dans le comitat de Virovitica-Podravina en Croatie.